# Coquillier

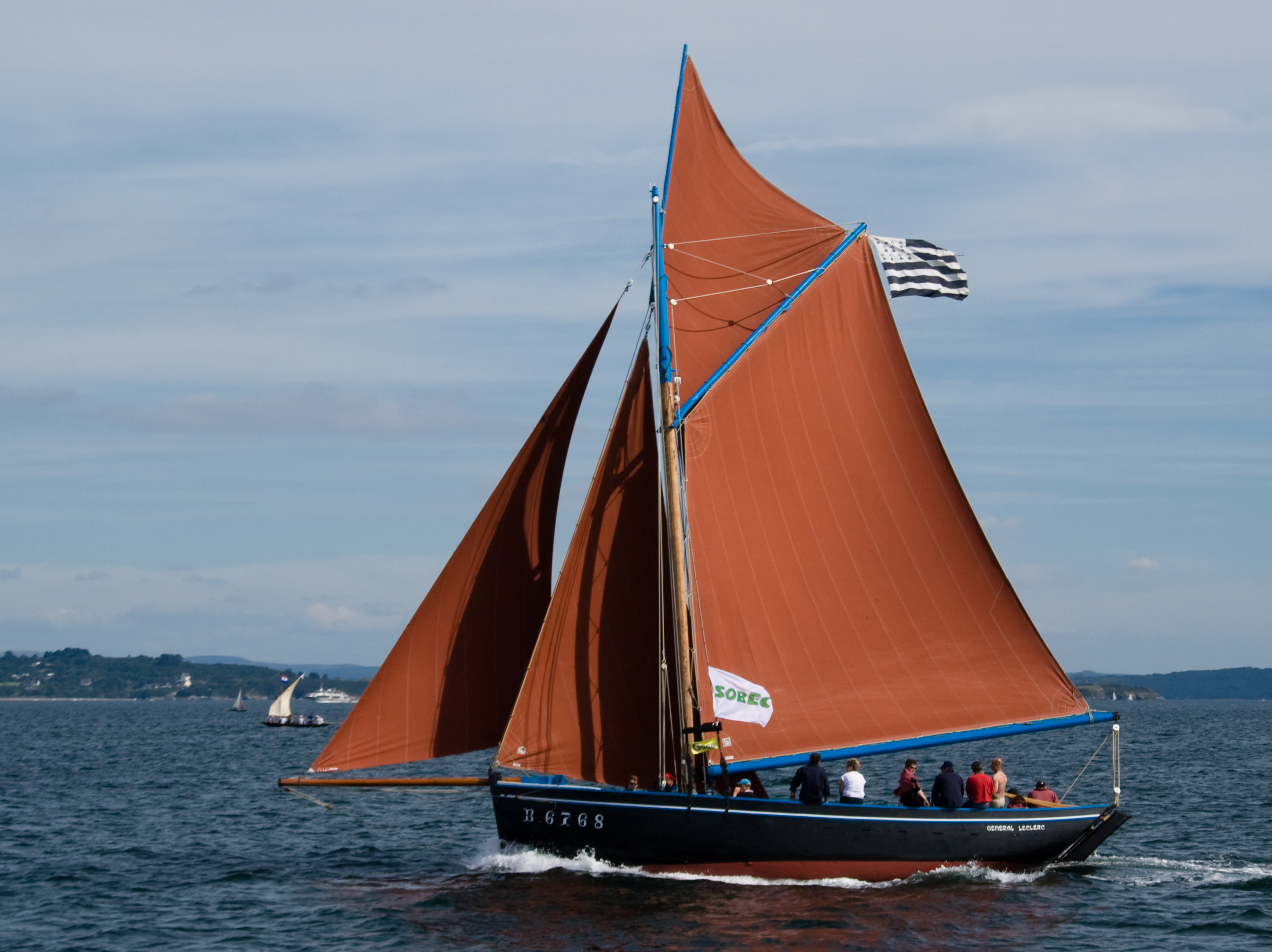
Le Général Leclerc, cotre coquillier de Brest, classé au titre des monuments historiques en 2005.

Un coquillier (en Bretagne) ou un  coquillard (en Normandie) est un petit bateau de pêche utilisé pour draguer la coquille Saint-Jacques.
Quelques coquilliers traditionnels de la rade de Brest utilisés jadis pour le dragage de la coquille Saint-Jacques à la voile sont encore conservés.
Ils sont généralement gréés en sloop.

## Les coquillards à moteur

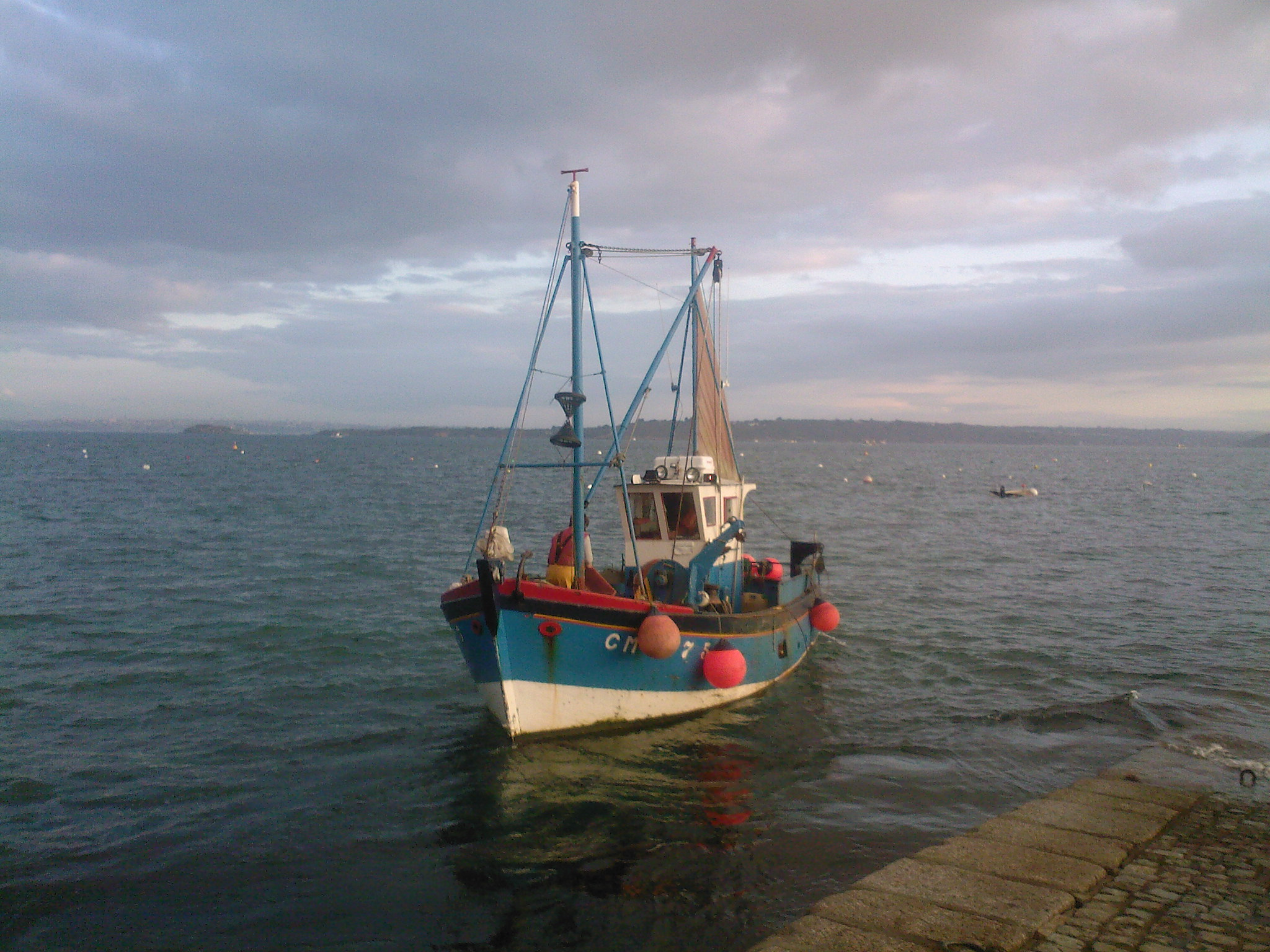
Coquillier de la rade de Brest.

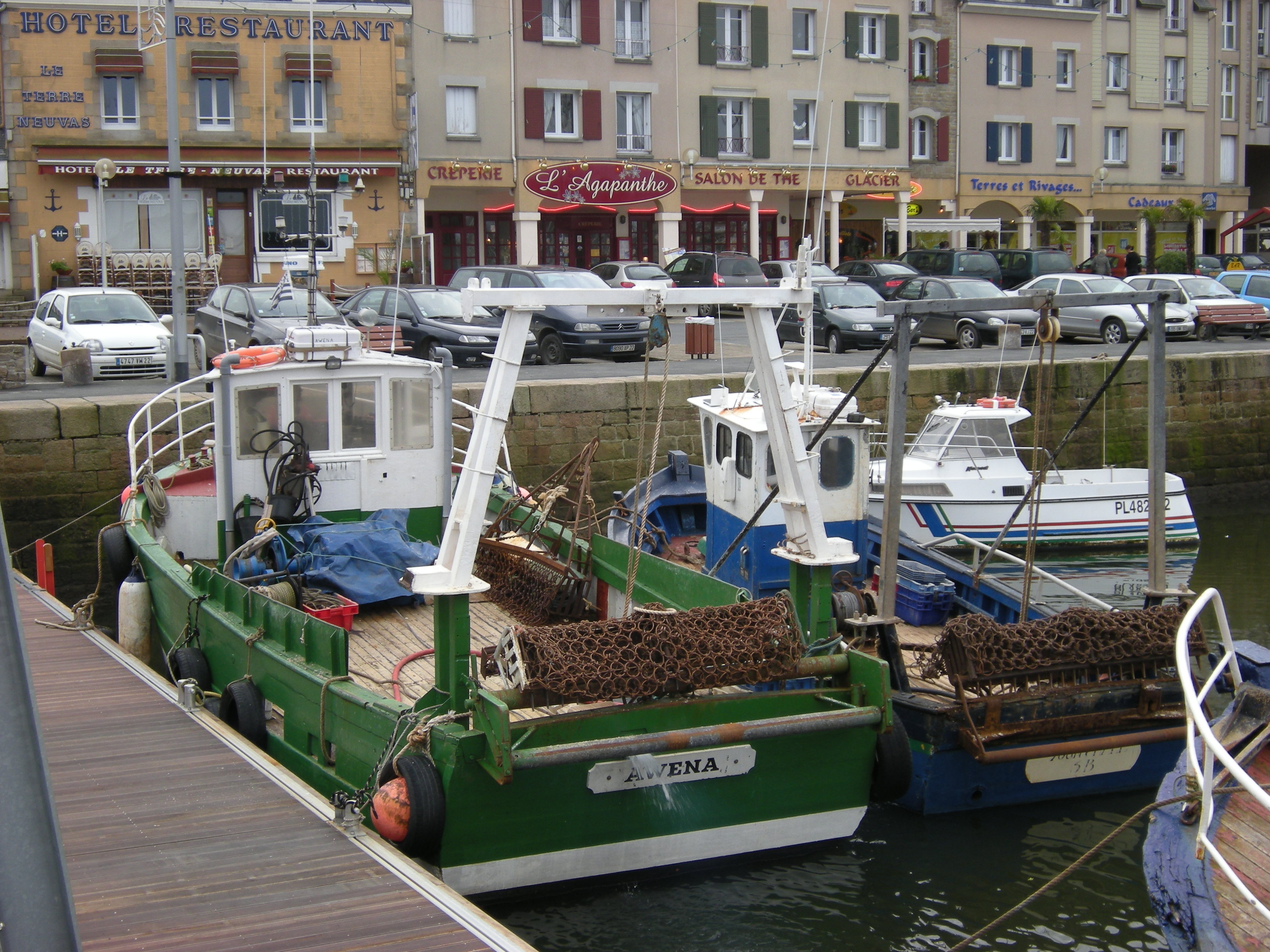
Coquilliers dans le port de Paimpol.

Ces bateaux de pêche, dédiés à la coquille Saint-Jacques, ou à usages multiples, sont en activité en France dans la baie de Saint-Brieuc, la baie du mont Saint-Michel, Perros-Guirec et la rade de Brest.
Ces bateaux sont équipés de dragues, qu'ils trainent sur le fond. Les dragues sont constituées par une sorte de râteau à dents, une lame-déflecteur et une poche en mailles d'acier aux dimensions réglementées, fixés à un cadre de traction. La lame sert à diriger les coquilles ratissées dans la poche.

## Les coquilliers à voile

### LeSaint Guénolé
- Année de construction : 1948

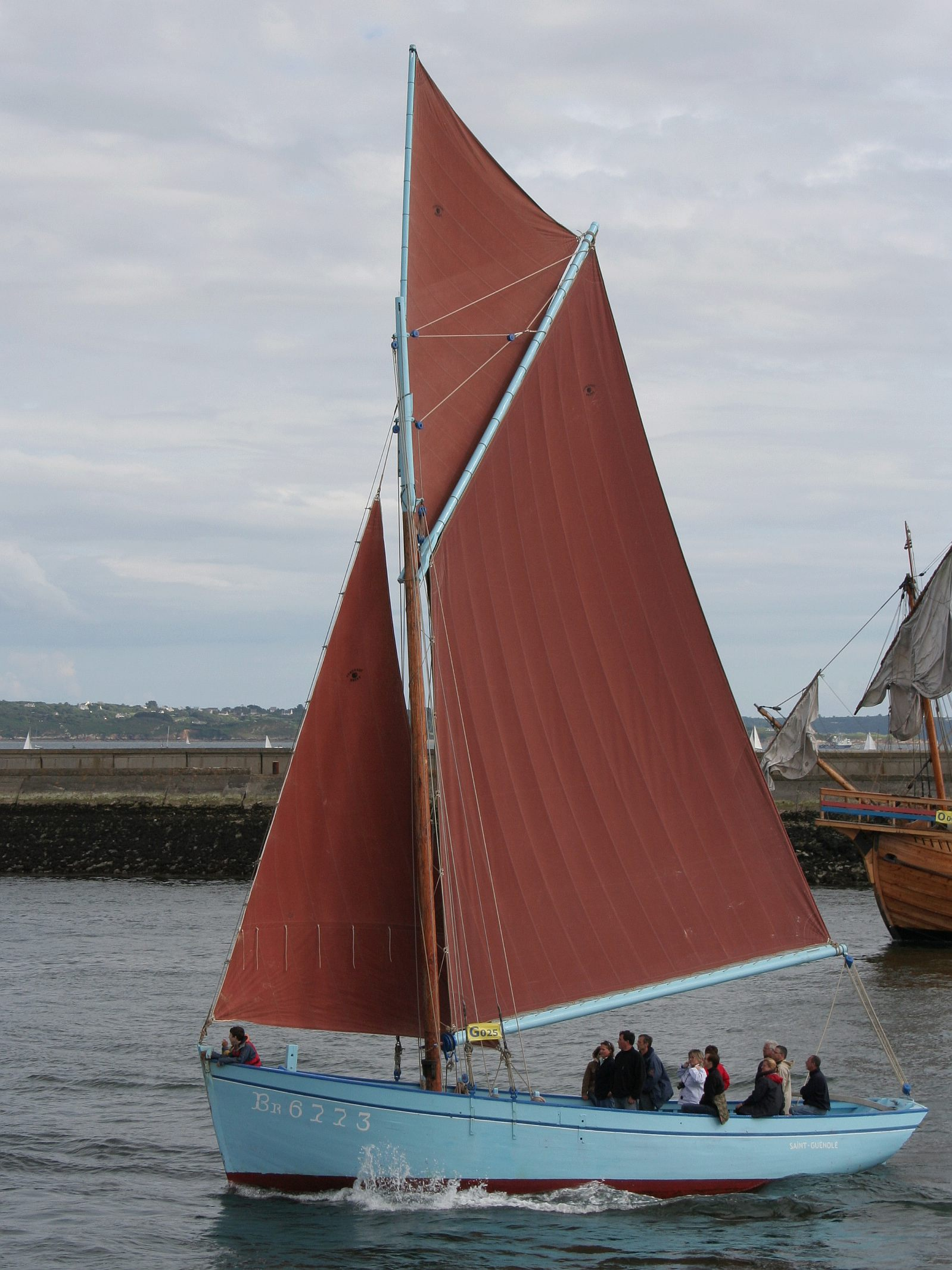
Le Saint Guénolé.

- Chantier : Victor Belbeoc'h (Le Fret)
- Longueur coque : 11,4 m
- Flottaison : 9,69 m
- Largeur : 4,12 m
- Tirant d'eau : 1,88 m
- Poids : 17 tonnes
- Voilure : 135 m2 (grand voile, flèche, trinquette et foc)
- Propriétaire : Ville de Plougastel (Centre Nautique d'Armorique)[1]
- Date de classement au titre des Monuments historiques : 1993

### LeGénéral Leclerc
- Année de construction : 1948
- Chantier : Auguste Tertu (Le Fret)
- Longueur : 11,4 m
- Largeur : 4,05 m
- Tirant d’eau : 1,9 m

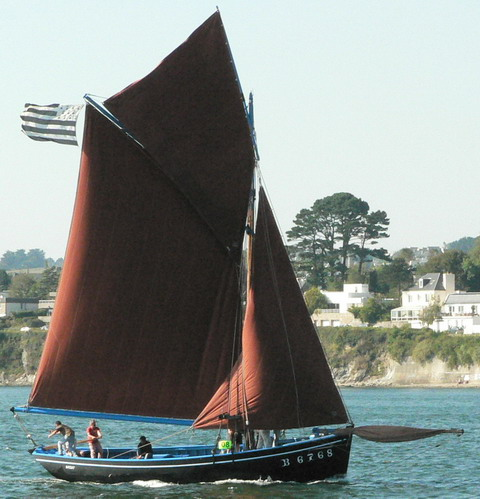
Le Général Leclerc.

- Propriétaire : Association Lenn Vor[2]
- Date de classement au titre des Monuments historiques : 2005

### LaBergère de Domrémy
- Année de construction : 1936
- Chantier : Auguste Tertu (Le Fret)
- Longueur : 11,4 m
- Propriétaire : Association An Test[3]

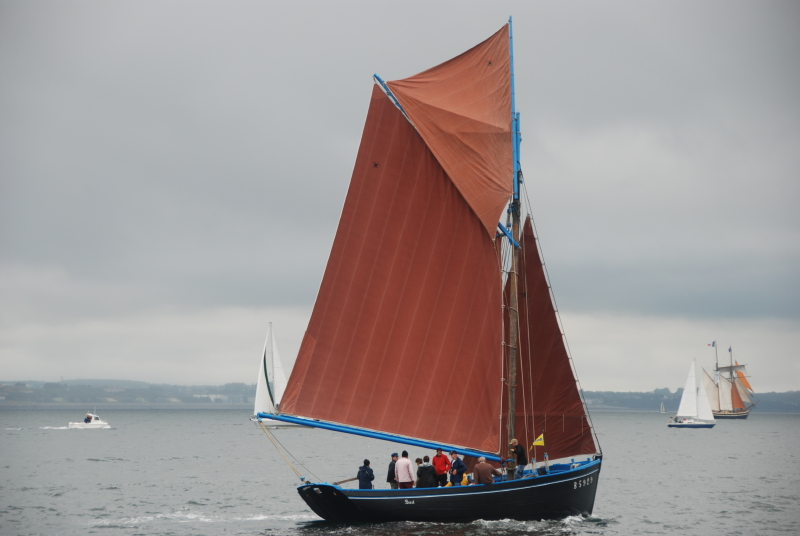
Le Bergère de Domrémy.

- Date de classement au titre des Monuments historiques : 1983

### LeFrançois Monique
- Année de construction : 1935

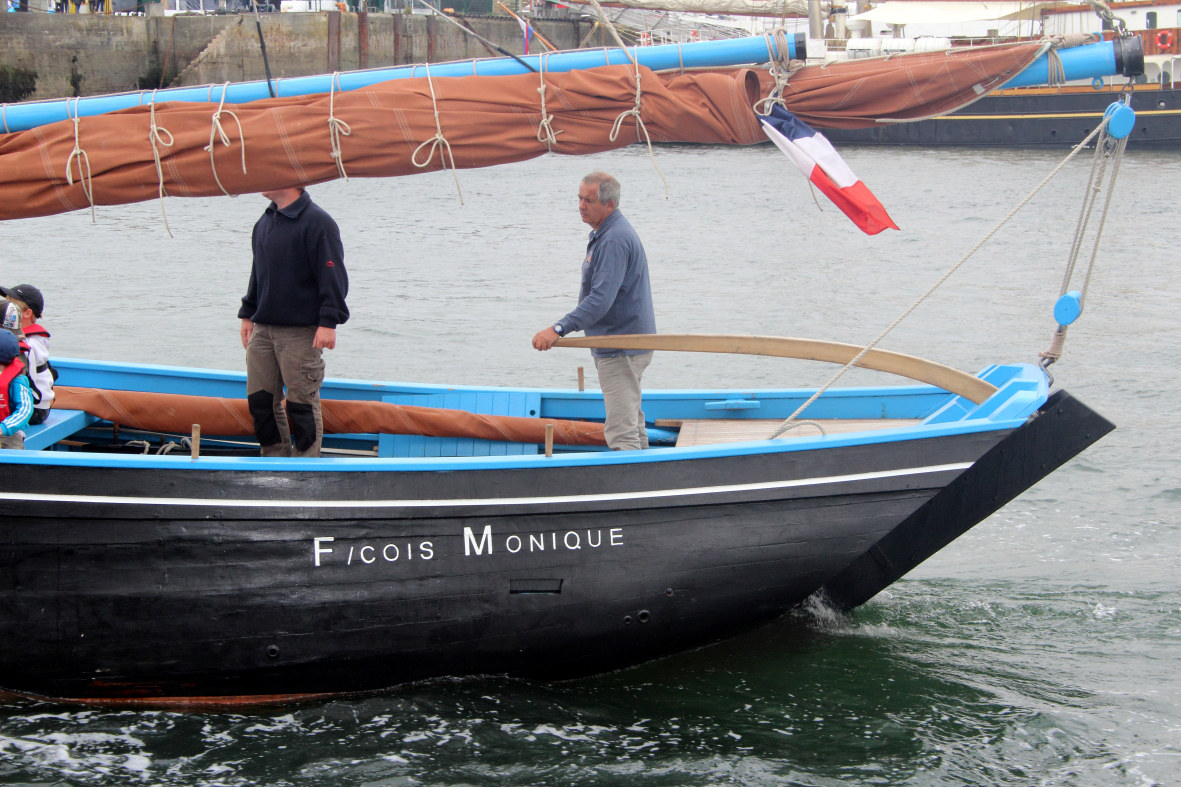
Le François-Monique.

- Chantier : Auguste Tertu (Le Fret)
- Longueur : 11,4 m
- Long flottaison 9,43 m
- Largeur : 3,95 m
- Tirant d'eau : 1,85 m
- Voilure (grand-voile de 63 m2, trinquette de 24,6 m2 et flèche 19,3 m2)
- Poids : 17 tonnes
- Propriétaire : Association Petit Foc [4]
- Date de labellisation comme Bateau d'intérêt patrimonial : 2009

### Sav-Heol
- Année de construction : 1958
- Chantier : Auguste Tertu (Le Fret)
- Longueur : 10,5 m
- Largeur : 3,55 m
- Tirant d'eau : 1,7 m
- Propriétaire : Tremeur Le Gall

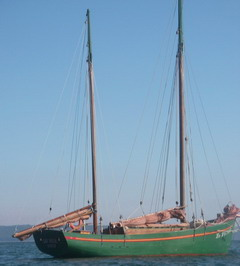
Le Sav-Heol.

- Depuis 2006 Sav-Heol est gréé en ketch

### Loch Monna

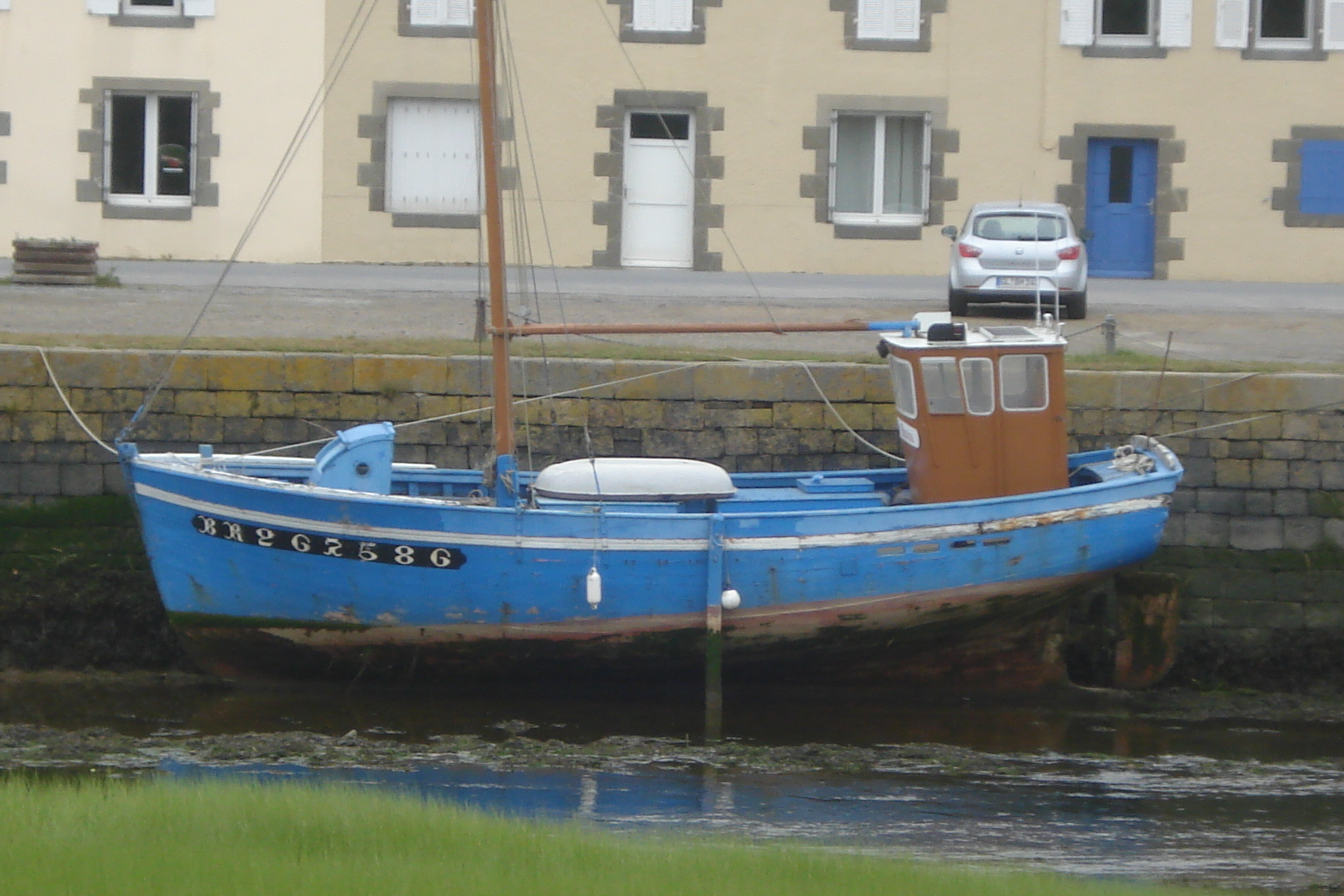
Le Loch Monna.

- Année de construction : 1956[5]
- Chantier : Auguste Tertu (Le Fret)
- Longueur : 10,9 m
- Largeur : 3,73 m
- Tirant d'eau : 1,57 m
- Propriétaire : Yann Roger
- Refonte en voilier hiver 2011-2012

## Galerie

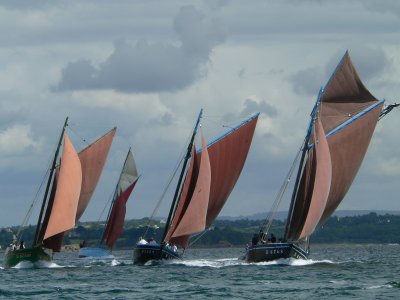
Les quatre coquilliers naviguant dans la rade de Brest.
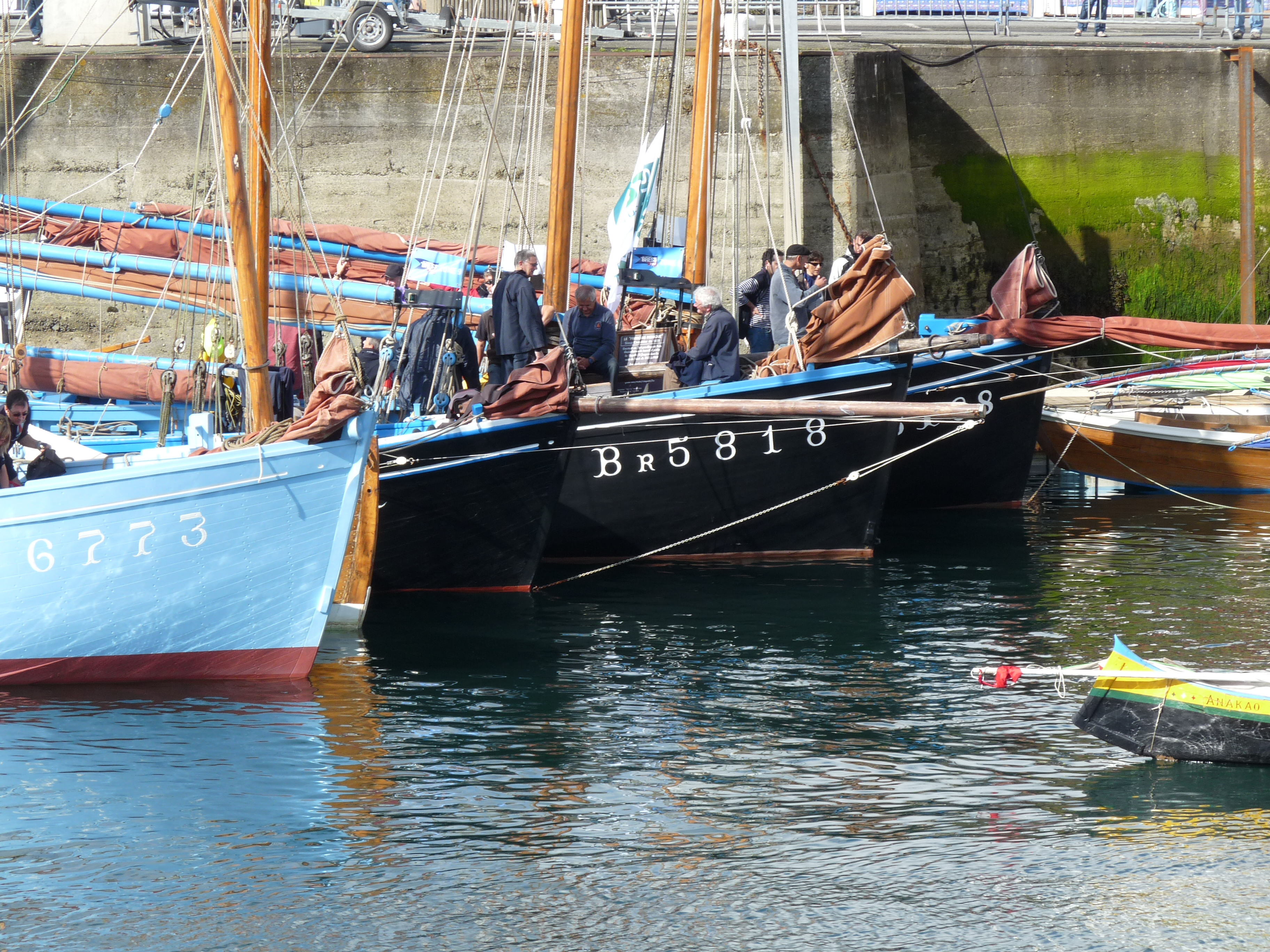
Etraves de coquilliers.
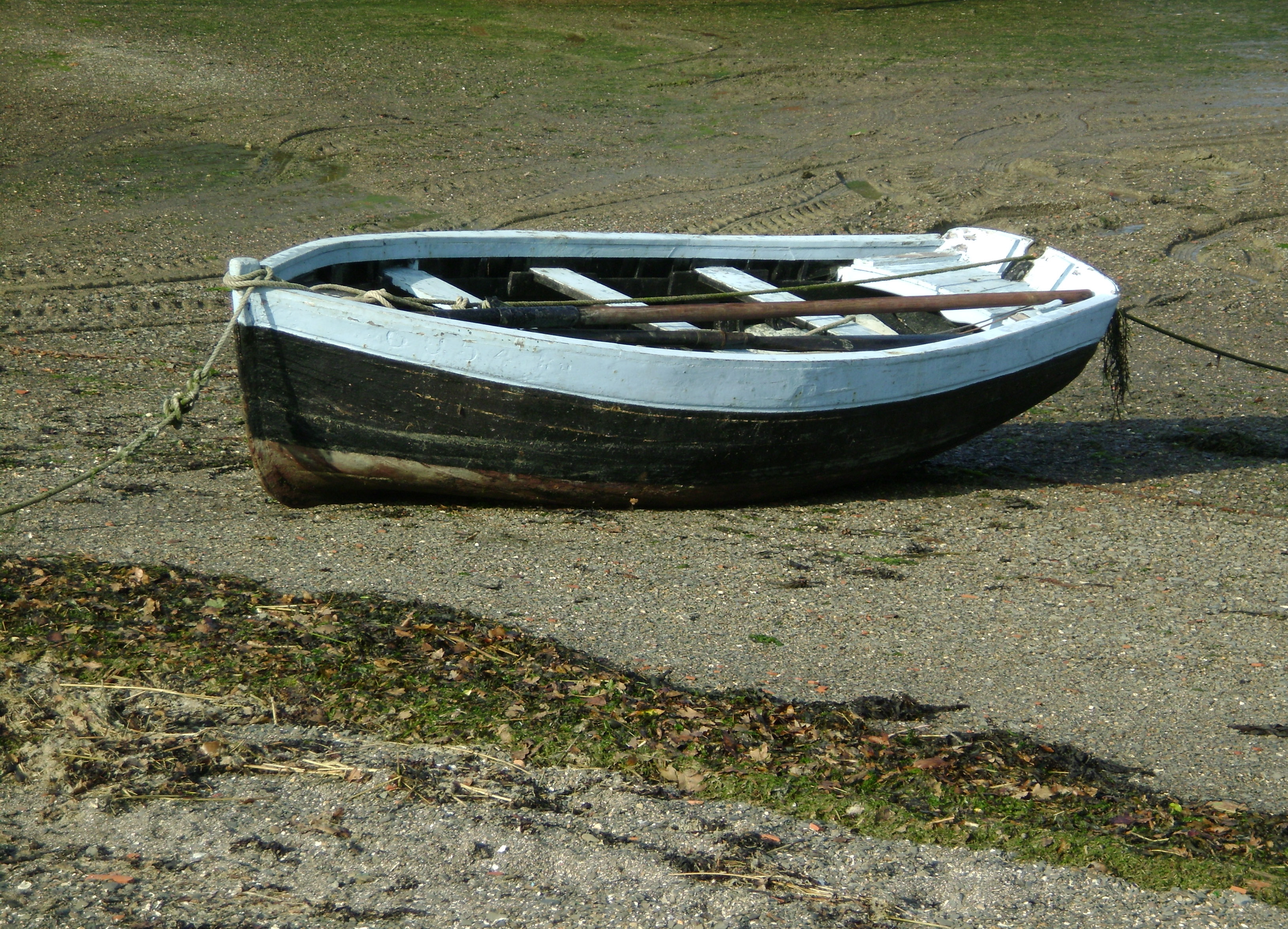
Annexe construite en 1948 au chantier Jacq. (L'Hôpital-Camfrout).